# Krzyż Pamiątkowy Elżbiety
Krzyż Pamiątkowy Elżbiety, Medal Pamiątkowy Elżbiety (rum. Crucea Comemorativă Elisabeta, Medalia Comemorativă Elisabeta) – rumuński medal dla kobiet, nadawane za zasługi przy opiece nad rannymi i chorymi w czasie wojny rosyjsko-tureckiej lat 1877–1878.

## Historia i insygnia
Odznaczenie zostało ustanowione przez księcia (późniejszego króla) Rumunii Karola I w roku 1877 i nazwane imieniem jego żony księżnej Elżbiety. W latach 1877-78 Rumunia stanęła po stronie Rosji w wojnie z Turcją, Turcja poniosła klęskę i zwołany po zakończeniu walk Kongres berliński roku 1878 uzyskał dla Rumunii pełną niepodległość. Trzy lata później Karol I proklamował się królem Rumunii.
Odznaczenie było jednoklasowe. Oznaką był złoty krzyż heraldyczny zdwojony, ze splecionym ukoronowanym monogramem "E" w medalionie środkowym awersu. Rewers miał w medalionie daty 1877/78, otoczone napisem "ALINARE Și MÂNGÂERE". Występują odmiany z emaliowanym na biało medalionem awersu i rewersu. Odznaczenie noszone było na damskiej kokardzie o barwie niebieskiej z obustronnymi złotymi bordiurami, nad lewą piersią poniżej obojczyka. Nie jest wiadome, jak długo było nadawane.